# Geodatabase
Geodatabase là một mô hình dữ liệu không gian do ESRI đưa ra dùng cho việc lưu trữ, truy vấn và xử lý dữ liệu GIS.

### Cấu trúc của Geodatabase
Geodatabase là mô hình dữ liệu hướng đối tượng. Dữ liệu trong Geodatabase được tổ chức thành các lớp dữ liệu dạng vector hoặc raster.
Dữ liệu Vector được thể hiện một trong 3 dạng: điểm, đường hoặc là vùng và có thể được gắn hệ tọa độ gọi là tham chiếu không gian. 

### Hỗ trợ
Hiện tại Geodatabase có thể được cài đặt lên hầu hết các hệ quản trị cơ sở dữ liệu như: Oracle, SQL server, MS Access, Postgres, DB2.